# Ersel
Ersel ist ein türkischer männlicher Vorname.

## Namensträger
- Ersel Altıparmak (1942–2014), türkischer Fußballspieler und -trainer
- Ersel Aslıyüksek (* 1993), türkischer Fußballspieler
- Ersel Çetinkaya (* 1990), türkischer Fußballspieler